# Micranthes plantanginea
Micranthes plantanginea là một loài thực vật có hoa trong họ Saxifragaceae. Loài này được (Small) Small miêu tả khoa học đầu tiên năm 1905.